# Valentin de Bournonville
Valentin de Bournonville (¿San Quintín?, c. 1610 - París, c. diciembre de 1663) fue un compositor y maestro de capilla francés, activo a mediados del siglo XVII.

## Vida
Era hijo de Jean d'Bournonville y se formó musicalmente con su padre, que era maestro de capilla de la Catedral de Amiens. Valentin de Bournonville era sacerdote. En 1634 fue nombrado maestro de los infantes de la Catedral de Amiens, sucediendo a Artus Aux-Cousteaux, que a su vez había sido sucesor de Jean d'Bournonville. En 1643, un acto del 23 de julio lo muestra colocando su almucia sobre la mesa capitular en señal de obediencia, como los demás vicarios y capellanes vicariales de la catedral.
En 1646, cuando publicó dos misas con Robert III Ballard, fue nombrado canónigo de la iglesia de San Femín en Amiens y maestro de los infantes de la catedral de la ciudad. También fue dotado de la capilla vicarial de San Quintín.
Valentín de Bournonville partió posteriormente hacia París, siendo nombrado el 27 de agosto de 1646 maestro de capilla de la catedral de Notre Dame de París, hasta el 20 de marzo de 1653, sucediendo a François Cosset. El 14 de abril de 1651 el cabildo le recordaba que en las fiestas mayores sólo se debía cantar con música un salmo y el magnificat, y el resto sólo en canto llano. El 21 de septiembre de 1651 fue invitado por Pierre Robert, entonces maestro de capilla en la Catedral de Chartres, para cantar allí. El 15 de abril de 1652 fue reprendido durante la sesión capitular por no mostrar suficiente severidad con los infantes del coro y obtener progresos insuficientes. En 1653 el cabildo le concedió un beneficio de la iglesia de Saint-Jean-le-Rond, iglesia desaparecida, anexa a la Catedral de Notre Dame.
Sucedió a Pierre Robert como maestro de capilla en la catedral de Chartres hasta 1662. A veces se le solicita, junto con Pierre Robert, para dar fe de la buena calidad de las obras de canto llano de Guillaume-Gabriel Nivers, esta doble aprobación se dio el 14 de diciembre de 1657. También firmó la aprobación del Directorium chori de Martin Sonnet en 1656.
Reaparece en Notre-Dame de París en octubre de 1663 hasta el 1 diciembre siguiente, fecha en la que es sustituido, posiblemente por su fallecimiento.
Todavía fue citado por Annibal Gantez en 1643:

[...] comme un [Jean de] Bournonville qui est mort maistre de la Saincte Chapelle, et qui a laissé son fils aussi vertueux que luy maistre de l'Église d’Amiens.
[...] como un [Jean de] Bournonville que murió maestro de la Santa Capilla, y que dejó a su hijo tan virtuoso como él maestro de la Iglesia de Amiens.
Lettre XVIII

## Obra
- Missa quatuor vocum ad imitationem moduli Salve regina . - París : Robert III Ballard, 1646. 2.°, 14 ss. Falta en el RISM, Guillo 2003 n.°  1646-B.

Edición moderna de Erich Schwandt: Victoria (B.C.), Éditions Jeu, 1981 (Valentin de Bournonville, Complete works).
- Missa quatuor vocum ad imitationem Videant amici. - París, Roberto III Ballard, [1646]. 2.°, 14s. Falta en el RISM, Guillo 2003 n.° 1646-C.

El inicio de la única copia conocida está incompleta. Edición moderna de Erich Schwandt: Victoria (B.C.), Éditions Jeu, 1981 (Valentin de Bournonville, Complete works).